# Eyeless in Gaza (britische Band)
Eyeless in Gaza ist eine britische Post-Punk-/New-Wave-Formation, bestehend aus Martyn Bates und Peter Becker aus Nuneaton, Warwickshire. Die Band hat sich nach einem Roman von Aldous Huxley (dt. Geblendet in Gaza) benannt.

## Geschichte
Gegründet 1980, kam es 1987 zur Unterbrechung, als Martyn Bates eine Reihe von Solo-Projekten und Kollaborationen verfolgte, um schließlich 1993 wieder als Eyeless in Gaza in alter Besetzung aufzutauchen. Eyeless in Gaza haben ihren Musikstil einmal selbst beschrieben als „verrücktes Hin- und Herpendeln von Filmatmosphäre zu Rock und Pop, Industrial Funk bis hin zu Avant-Folk Stilen“.

## Diskografie

### Alben
- Photographs as Memories, 1981 (CD reissue enthält 7 Bonustracks von früheren Singles)
- Caught in Flux, 1981 (Die original LP enthält bonus 5 track 12", "The Eyes Of Beautiful Losers", auch enthalten auf der wieder neu veröffentlichten CD)
- Pale Hands I Loved So Well, 1982
- Drumming the Beating Heart, 1982 (CD Ausgabe (1996) enthält auch Pale Hands I Loved So Well)
- Rust Red September, 1983 (CD issue (1994) enthält 6 Bonustracks)
- Back From the Rains, 1986 (CD issue (1989) enthält 4 Bonustracks)
- Kodak Ghosts Run Amok - Chronological Singles etc., 1980–86, 1987 (compilation)
- Transience Blues, 1989 (compilation)
- Orange Ice & Wax Crayons, 1992 (unreleased material)
- Voice; The Best of Eyeless in Gaza, 1993 (compilation from Cherry Red years)
- Fabulous Library, 1993
- Saw You in Reminding Pictures, 1994
- Bitter Apples, 1995
- All Under the Leaves, the Leaves of Life, 1996
- Song of the Beautiful Wanton, 2000
- Sixth Sense – The Singles Collection, 2002 (compilation)
- Home Produce – Country Bizarre, 2003 (w/ Lol Coxhill)
- No Noise – The Very Best of Eyeless In Gaza, 2005 (compilation)
- Summer Salt & Subway Sun, 2006
- Answer Song & Dance, 2010
- Everyone Feels Like A Stranger, 2011
- Butterfly Attitude, 2012

### EPs
- Kodak Ghosts Run Amok, 1980
- Invisibility, 1981
- Others, 1981
- For Edward (etc.), 1982 (cassette w/ Lol Coxhill)
- New Risen, 1983
- Sun Bursts In, 1984
- Welcome Now, 1985
- Kiss the Rains Goodbye, 1986
- Streets I Ran, 1995 (5 track companion release to „Saw You In Reminding Pictures“)

### Singles
- Veil Like Calm, 1982
- New Risen, 1983
- Sun Bursts In, 1984

### Videos
- Street Lamps n’ Snow, 1994 (1982 Koncert in Le Havre)
- Saw You in Reminding Pictures, DVD 2005 (Wiederveröffentlichung von den oben genannten Video plus promo Videos zu „Veil Like Calm“ and „New Risen“ und 6 tracks live aufgenommen auf der Isle Of Wight, 2004)